# Le favolose
Le favolose (internationaler Titel: The Fabulous Ones, dt.: „Die Fabelhaften“) ist ein italienischer Dokumentarfilm von Roberta Torre aus dem Jahr 2022. Das Werk stellt mehrere Transpersonen in den Mittelpunkt, die nach 20 Jahren zusammenfinden, um eine verstorbene Freundin zu ehren und ihr Andenken aufrechtzuerhalten.
Der Film soll am 1. September 2022 im Rahmen der Internationalen Filmfestspiele von Venedig uraufgeführt werden.

## Inhalt
Der Film thematisiert das Problem um Transmenschen, die nach ihrem Tod in Italien ihrer Geschlechtsidentität beraubt werden. Ihre konservativen Familien schämen sich oft für sie, weshalb die Beerdigungen im Geheimen abgehalten werden. Für die Grabinschrift wird der Name verwendet, die die Verstorbenen vor ihrer Transition trugen. Dies wird von der Transgender-Gemeinde als Schlag ins Gesicht verstanden. Nichts am Grab erinnert an den gewählten Lebensweg der Verstorbenen. Antonia ist einer dieser Fälle. Auf dem Friedhof liegt sie unter ihrem Geburtsnamen Riccardo Giampaolo und in von der Familie ausgewählten Kleidungsstücken begraben. Damit der Verstorbenen nicht weiterhin das gleiche Schicksal widerfährt, versammeln sich nach 20 Jahren ihre Transgender-Freundinnen erneut, um ihr Andenken zu ehren und ihr die verleugnete Identität zurückzugeben. Sie berichten, wie Riccardo zu Antonia wurde und verweben in die Erzählungen ihre eigenen Lebensgeschichten, Erfahrungen und Erinnerungen.

## Hintergrund

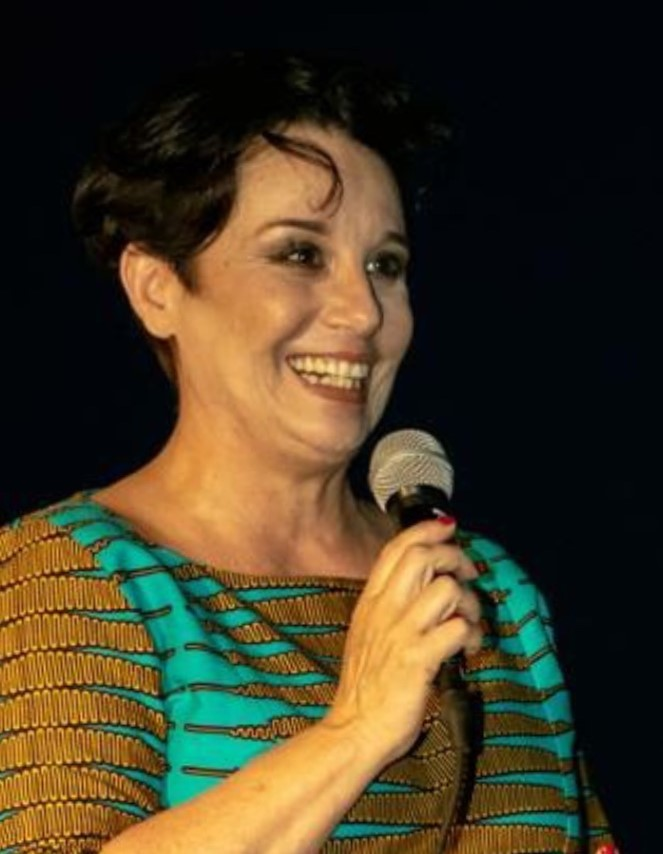
Roberta Torre (2018)

Le favolose ist der achte Langfilm der italienischen Spiel- und Dokumentarfilmregisseurin Roberta Torre, die häufig mit Laiendarstellern arbeitet. Das Projekt wurde Mitte Februar 2022 öffentlich gemacht. Ursprünglich fing sie im Jahr 2015 an, über einen Film mit der italienischen Transgender-Aktivistin Porpora Marcasciano nachzudenken. Torre las ihre Bücher und zeigte sich begeistert über ihren Lebensweg und die Geschichte von Transmenschen, die dieser exemplarisch erzählte. Sie hatte aber trotzdem Probleme, Zugang zu dem Stoff zu finden. Dies änderte sich, als Torre von der Geschichte Antonias erfuhr. Für die Filmemacherin stehe diese „für all jene Menschen [...], die auf der letzten Reise ihrer Geschichte, ihrer Identität, ihres Weges, den sie geschaffen haben, verraten und beraubt wurden“. Le favolose sei ein Beitrag, „zur Suche nach Freiheit, eine Hymne an die, die ihr Leben einem freien Weg ebenen, mit Kraft, Mut, Tränen, Freude, trotz allem“, so Torre. Mit ihrem Film will sie auf das wenig bekannte Thema aufmerksam machen. Dabei verband sie dokumentarische mit nachgestellten Szenen.
Für das Projekt tat sich Torre erneut mit der ihr bekannten Produzentin Donatella Palermo zusammen. Diese produzierte das Werk mit ihrer Gesellschaft Stemal Entertainment gemeinsam mit Faber Produzioni sowie Rai Cinema. Der Film wurde vom italienischen Kulturministerium (MiC), der Region sowie Filmkommission von Emilia-Romagna und der Transgender-Bewegung Movimento identità Tran (MIT) unterstützt.
Die italienischen Verwertungsrechte obliegen Europictures.

## Veröffentlichung
Die Premiere von Le favolose soll am 1. September 2022 beim Filmfestival von Venedig erfolgen, wo Torres Regiearbeit in die unabhängige Filmreihe Giornate degli Autori (Venice Days) und die dortige Untersektion Venezian Nights (Notti Veneziane) aufgenommen wurde.
Ein italienischsprachiger Trailer wurde Anfang August 2022 veröffentlicht.

## Auszeichnungen
Im Rahmen seiner Präsentation beim Filmfestival von Venedig wurde Le favolose für den Queer Lion nominiert.